# Ourol
Ourol és un municipi de la província de Lugo a Galícia. Pertany a la Comarca da Mariña Occidental. Població en 2003: 1.407 persones segons l'INE.

## Parròquies
- Ambosores (Santa María)
- Bravos (Santiago)
- Merille (Santa Eulalia)
- Miñotos (San Pedro)
- Ourol (Santa María)
- San Pantaleón de Cabanas (San Pantaleón)
- O Sisto (Santa María)
- Xerdiz (Santa María)